# 210035 Jungli
210035 Jungli è un asteroide della fascia principale. Scoperto nel 2006, presenta un'orbita caratterizzata da un semiasse maggiore pari a 2,7240963 UA e da un'eccentricità di 0,0748943, inclinata di 6,84042° rispetto all'eclittica.